# Gmina Mengeš
Mengeš – gmina w Słowenii. W 2010 roku liczyła 7396 mieszkańców.

## Miejscowości
Miejscowości wchodzące w skład gminy Mengeš:
- Dobeno
- Loka pri Mengšu
- Mengeš – siedziba gminy
- Topole